# Jagthorn
Et jagthorn er et instrument af typen messingblæser. Da et jagthorn ikke har ventiler, er man begrænset til at bruge naturtonerne. Jagthornet bruges mest som signalhorn under jagt.
Jagthorn findes i to typer: Fürst Pless og Parforce.
Fürst Pless-hornet er det lille horn og er det bedst anvendelig til jagt af de to. Det er stemt i tonen B og har en rørlængde på ca. 135 cm.
Parforce-hornet findes i to udgaver med en diameter på henholdsvist 51 cm og 34 cm. Disse horn er også stemt i B og har en rørlængde på ca. 270 cm.
Parforce-hornene klinger en oktav dybere end Fürst Pless-hornet.